# Бочаров, Семён Георгиевич
Семён Георгиевич Бочаров (иногда Егорович; 25 августа (6 сентября) 1873, Терская область — 2 ноября 1918, Пятигорск) — гвардии полковник, помощник инспектора классов Оренбургского казачьего юнкерского училища, командующий Терским казачьим войском (1918). Был среди заложников, убитых большевиками в ответ на мятеж подъесаула И. Л. Сорокина.

## Биография
Семён Бочаров родился 25 августа (6 сентября) 1873 года в станице Ессентукской Терской области в казачьей семье. Семён окончил Пятигорскую классическую прогимназию. В середине сентября 1890 года «вступил в службу» в Русскую императорскую армию в 1-й Волгский полк Терского казачьего войска и поступил юнкером в Ставропольское казачье юнкерское училище. В 1893 году выпустился из училища подхорунжим в свой полк, а в конце августа 1895 года получил чин хорунжего (со старшинством с начала сентября 1893 года) с переводом в 1-й Горско-Моздокский полк Терского казачьего войска. В 1897 году получил чин сотника. В дальнейшем служил в 1-м Сунженском полку и адъютантом в 1-м Волгском полку Терского казачьего войска.
В 1901 году он стал слушателем Николаевской академии Генерального штаба, которую окончил в 1903 году по второму разряду. Он стал подъесаулом со старшинством с 1901 года и есаулом с 1905 года. В 1905 году Бочаров переведён на должность помощника инспектора классов Оренбургского казачьего юнкерского училища и зачислен в списки Оренбургского казачьего войска. В 1908 году он назначен командующим юнкерской сотней училища, а через год зачислен по гвардии в чине есаула (со старшинством с начала сентября 1909 года). В конце апреля 1913 года Бочаров переименован в войсковые старшины (с оставлением числиться по гвардии и Оренбургскому войску) и утверждён в должности командира юнкерской сотни. В том же году, в начале декабря, офицер Бочаров, «отличавшийся способностями, знанием военного дела, серьезностью и усердием», удостоен чина полковника.
В период Первой мировой войны, с декабря 1916 по март 1917 года, он являлся командиром 2-го Волгского полка Терского казачьего войска и, одновременно, исправляющим должность начальника штаба Терской казачьей дивизии. Затем Семён Георгиевич находился в распоряжении главного начальника Одесского военного округа и командовал 1-м Кизляро-Гребенского полком терских казаков. С этим полком он вернулся в родную Терскую область в декабре 1917 года, где стал одним из главных организаторов антибольшевистского Терского восстания. В этот период военный совет Кизлярского отдела избрал Бочарова главой «отряда по обороне от чеченцев». С конца мая 1918 года Семён Георгиевич являлся командующим войсками всего терского казачества — был избран казачьей фракцией при областном народном совете.
В середине июня Семён Бочаров был арестован большевиками в Ессентуках и взят в качестве заложника; содержался в Пятигорской тюрьме. Бочаров был убит (скорее всего, зарублен шашкой) на пятигорском кладбище вместе с генералами Рузским, Радко-Дмитриевым, сенатором Медемом, Тумановым, Перфильевым, Шевцовым, Шаховским и другими заключёнными-заложниками в ночь на 2 ноября 1918 года — данная акция устрашения стала ответом Красной армии на восстание против Реввоенсовета Северного Кавказа, возглавляемое подъесаулом И. Л. Сорокиным.

## Награды
- Орден Святого Станислава 3 степени (1905)[3]
- Орден Святой Анны 3 степени (1908)[3]
- Орден Святого Станислава 2 степени (6 декабря 1912)[4]
- Орден Святой Анны 2 степени (8 мая 1915)[2][3][10]